# Caro Michele
Caro Michele ist ein Roman von Natalia Ginzburg. Er erschien erstmals 1973. Die deutschsprachige Übersetzung erschien 1974 im Suhrkamp-Verlag.

## Inhalt
Es handelt sich um eine Erzählung, die teilweise die Form eines Briefromans hat. Die erzählte Zeit reicht vom 3. Dezember 1970 bis zum 9. September 1971.
Die Handlung setzt ein, als die 43-jährige Adriana kurz vor Weihnachten ihrem Sohn Michele schreibt. In dem Brief schreibt sie von der schweren Erkrankung des Vaters. Außerdem schreibt sie in dem Brief, dass sie hofft, dass Michele sie einmal besuchen kommt und dass sie sich ein eigenes Haus gekauft habe. Den Brief möchte sie Matilde mitgeben.
Von Osvaldo, einem Freund Micheles, erfährt Adriana dann, dass dieser nach London geflohen ist, da man ihm die Mitgliedschaft in einer linksextremistischen Gemeinschaft vorwirft. In ihrem nächsten Brief berichtet sie Michele vom Romanmanuskript „Polenta und Wein“, das Matilde angefertigt hat. Sie erinnert ihn daran, dass der Zeitpunkt seiner Flucht ungünstig gewesen sei, da gerade die Anmeldefrist für die Bildhauerschule laufe.
Michele schreibt seiner Schwester Angelica, dass sie sich um Mara, eine junge Frau, kümmern solle, die ein Kind bekommen hat. Er vermutet, dass er möglicherweise der Vater des Kindes sein könnte. Seiner Mutter schreibt er, dass er nicht zur Beerdigung seines Vaters, der infolge der Erkrankung verstorben ist, nach Italien kommen konnte und dass er nun in Sussex bei einem Linguistikprofessor gegen Arbeitsleistungen zur Untermiete wohne.
Adriana ist traurig, dass er nicht zur Beerdigung kommen konnte, da Michele das Lieblingskind seines Vaters gewesen sei. Sie ist fortan beschäftigt, sich um den Nachlass ihres Mannes, der Maler gewesen ist, zu beschäftigen.
In der Zwischenzeit kommt es zwischen der Familie von Angelica und Osvaldo zum Zerwürfnis, das durch politische Meinungsverschiedenheiten ausgelöst wurde. Angelica besucht Mara und berichtet Michele davon. Da Mara von Angelica Micheles Adresse in England bekommen hat, schreibt sie ihm, dass sie ihn sehr möge, aber nicht heiraten wolle. Stattdessen habe sie eine Affäre mit dem Verleger Fabio gehabt. In einem späteren Brief antwortet Michele, das er eine junge Frau heiraten möchte, die er in England kennengelernt habe, aber er schreibt auch, dass er Mara nach wie vor sehr schätze.
Im weiteren Verlauf der Erzählung erscheint der Roman von Matilde und Mara und Fabio trennen sich wieder, nachdem es ein gemeinsames Treffen bei Angelica gegeben hat, bei dem sich Mara sehr unwohl gefühlt hat. Mara hält den Kontakt zu Michele, obwohl er jetzt mit einer anderen Frau verheiratet ist. Bei einem Ausflug nach Brügge in Belgien, gerät Michele in eine linksextremistische Demonstration und wird von der Polizei erschossen.
Osvaldo reist nach Leeds, der Stadt, in der Michele zuletzt gelebt hat. Er versucht, die letzten Tage im Leben seines Freundes nachzuempfinden und gerät in Melancholie.

## Zitat
„Vielleicht sollte eine Mutter ihrem Sohn solche Dinge nicht erzählen, weil das nicht pädagogisch ist. Das Problem ist nur, daß man nicht mehr weiß, was Pädagogik ist und ob sie überhaupt existiert.“ S. 57/58

## Kritik
Die Rezension in der Frankfurter Allgemeinen urteilte: "Natalia Ginzburgs beredtestes Buch tut unerbittlich und illusionslos dar, wie wenig Beredsamkeit vermag."

„Wie man dann aber trotz dieser Erfahrung dann wieder den Mut fasst, bestimmte Familienkonstellationen, wie in „Caro Michele“, aber auch im „Lessico Familiare“ zu konstruieren, das hat mich natürlich interessiert. Das sind ja keine großen Urteile in den Büchern, keine Verurteilungen oder keine Anklagen, wie man sich das vorstellen könnte. Sondern es ist ja der Versuch, manchmal der bis zum Minimalismus gehende Versuch, so trocken wie möglich, so ohne Sentiment wie möglich, diese Dinge darzustellen.“

## Verfilmung
Der Roman wurde 1976 unter demselben Titel von Mario Monicelli verfilmt.

## Ausgaben
- Natalia Ginzburg: Caro Michele. Aus dem Italienischen von Arianna Giachi. Suhrkamp, Frankfurt/Main, 1996, ISBN 3-518-39106-2